# Fundo das Figueiras
Fundo das Figueiras (em Crioulo cabo-verdiano, escrito em ALUPEC: Funda das Figéras ou Funda das F’géras) é uma aldeia na ilha de Boa Vista de Cabo Verde. Juntamente com as aldeias de João Galego e Cabeça dos Tarrafes constitui a região da ilha popularmente conhecida como Norte.

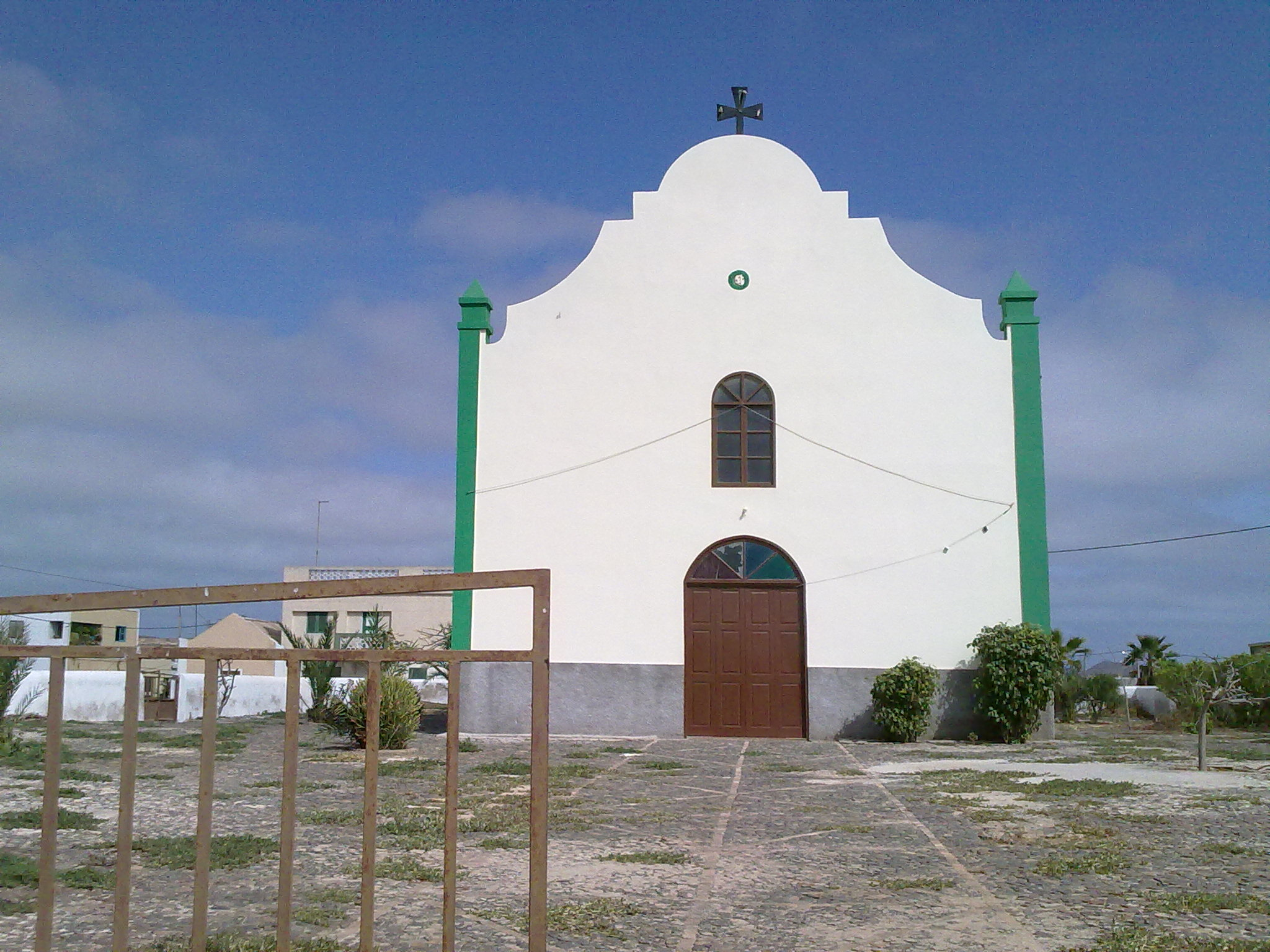
Igreja de São João Baptista.

A aldeia é composta por diversas ruas com sombras oferecidas por arbustos de hibiscos e buganvílias, diante de casas de rés-do-chão, de paredes pintadas com cores vivas e persianas de cores contrastantes.
Apresenta uma igreja austera denominada Igreja de São João Baptista.
Perto da igreja, encontra-se um restaurante. A aldeia dispõe ainda de um estádio de futebol, equipado com bancadas de betão, balneários e muro circundante, servindo a chamada zona norte da ilha.
Em 2008, uma fundação para a defesa das tartarugas criou uma base de operações em Fundo das Figueiras, destinada promover patrulhas nocturnas nas praias vizinhas, como forma de dissuadir caçadores furtivos.
Em junho, a aldeia celebra as festas de São João Baptista, promovendo diversas atividades tais como uma missa vespertina, uma procissão, uma corrida de cavalo, um almoço coletivo, um desfile, um leilão paroquial e um baile. As celebrações estendem-se à aldeia vizinha de João Galego.